# 莫拉維亞 (愛荷華州)
莫拉維亞（英語：Moravia）是一個位於美國愛荷華州阿珀努斯縣的城市。

## 地理
莫拉維亞的座標為40°53′26″N 92°48′57″W / 40.89056°N 92.81583°W，而該地的平均海拔高度為303米（即994英尺）。

## 人口
根據2010年美國人口普查的數據，莫拉維亞的面積為2.90平方千米，均為陸地。當地共有人口665人，而人口密度為每平方千米229人。